# Pókszázlábúak
A pókszázlábúak (Scutigeridae) a százlábúak egyik családja. Magában foglalja a legtöbb ismert „házi százlábú” fajt, beleértve a légyölő pókszázlábút (Scutigera coleoptrata) és a foltos pókszázlábút (Allothereua maculata).
A pókszázlábúakra jellemző, hogy lábaik igen hosszúak és mozgékonyak, erről kapták nevüket. Általában 18 testszelvényen 15 pár lábat hordoznak, valamint a módosult mellső lábpárt, az állkapcsilábat. Ez utóbbi végtagok az állkapocs funkcióit látják el, megragadják a zsákmányt, megmérgezik, valamint a szájnyíláshoz továbbítják. Méregmirigyeik az állkapcsilábak tövében helyezkednek el. Minden képviselőjük aktív és ügyes vadász, zsákmányukat lerohanással ejtik el.

## Fordítás
- Ez a szócikk részben vagy egészben  a   Scutigeridae című angol Wikipédia-szócikk fordításán alapul.  Az eredeti cikk szerkesztőit annak laptörténete sorolja fel. Ez a jelzés csupán a megfogalmazás eredetét és a szerzői jogokat jelzi, nem szolgál a cikkben szereplő információk forrásmegjelöléseként.